# Cúp bóng đá châu Đại Dương 1980
Cúp bóng đá châu Đại Dương 1980 là cúp bóng đá châu Đại Dương lần thứ hai, diễn ra ở Nouvelle-Calédonie từ 24 tháng 2 đến 3 tháng 3 năm 1980. Giải đấu có 8 đội tuyển tham dự: Úc, Fiji, New Caledonia, New Hebrides, New Zealand, Papua New Guinea, quần đảo Solomon, and Tahiti.
Úc giành chức vô địch đầu tiên sau khi vượt qua Tahiti 4–2 ở trận chung kết.

## Địa điểm
| Nouméa               | Nouméa |
| -------------------- | ------ |
| Sân vận động Magenta | Nouméa |
| Sức chứa: 10.000     | Nouméa |

## Bảng A
|   | Đội              | P | W | D | L | GF | GA | Pts |
| - | ---------------- | - | - | - | - | -- | -- | --- |
| 1 | Tahiti           | 3 | 3 | 0 | 0 | 21 | 5  | 6   |
| 2 | Fiji             | 3 | 2 | 0 | 1 | 10 | 7  | 4   |
| 3 | New Zealand      | 3 | 1 | 0 | 2 | 7  | 8  | 2   |
| 4 | Quần đảo Solomon | 3 | 0 | 0 | 3 | 3  | 21 | 0   |

| Fiji | 3–1 | Quần đảo Solomon |
| ---- | --- | ---------------- |
|      |     |                  |

| Tahiti                                       | 3–1 | New Zealand              |
| -------------------------------------------- | --- | ------------------------ |
| Alfred Wabealo 61', 73' · Erroll Bennett 85' |     | Steve Sumner 47' (ph.đ.) |

| Fiji                                      | 4–0 | New Zealand |
| ----------------------------------------- | --- | ----------- |
| D. Chand 10', 39' · M. Vuilabasa 31', 63' |     |             |

| Tahiti | 12–1 | Quần đảo Solomon |
| ------ | ---- | ---------------- |
|        |      |                  |

| Tahiti | 6–3 | Fiji |
| ------ | --- | ---- |
|        |     |      |

| New Zealand                                                              | 6–1 | Quần đảo Solomon |
| ------------------------------------------------------------------------ | --- | ---------------- |
| Michael Groom 6' · Mark Armstrong 16', 65', 69' · Bill de Graaf 24', 39' |     | E. Karitea 66'   |

## Bảng B
|   | Đội                | P | W | D | L | GF | GA | Pts |
| - | ------------------ | - | - | - | - | -- | -- | --- |
| 1 | Úc                 | 3 | 3 | 0 | 0 | 20 | 2  | 6   |
| 2 | Nouvelle-Calédonie | 3 | 2 | 0 | 1 | 12 | 11 | 4   |
| 3 | Papua New Guinea   | 3 | 1 | 0 | 2 | 6  | 22 | 2   |
| 4 | Tân Hebrides       | 3 | 0 | 0 | 3 | 6  | 9  | 0   |

| Papua New Guinea | 4–3 | Tân Hebrides |
| ---------------- | --- | ------------ |
|                  |     |              |

| Úc                                                    | 8–0 | Nouvelle-Calédonie |
| ----------------------------------------------------- | --- | ------------------ |
| Danny Moulis · Ian Hunter · Paul Kay · Eddie Krncevic |     |                    |

| Úc                                                                                      | 11–2 | Papua New Guinea |
| --------------------------------------------------------------------------------------- | ---- | ---------------- |
| Danny Moulis · Arno Bertogna · Vic Bozanic · Ian Hunter · Eddie Krncevic · Peter Sharne |      | Mouagi · Torea   |

| Nouvelle-Calédonie | 4–3 | Tân Hebrides |
| ------------------ | --- | ------------ |
|                    |     |              |

| Úc             | 1–0 | Tân Hebrides |
| -------------- | --- | ------------ |
| Eddie Krncevic |     |              |

| Nouvelle-Calédonie | 8–0 | Papua New Guinea |
| ------------------ | --- | ---------------- |
|                    |     |                  |

## Tranh hạng ba
| Nouvelle-Calédonie             | 2–1 | Fiji             |
| ------------------------------ | --- | ---------------- |
| Jean Xowi 36' · Jacob Xowi 62' |     | Mohamed Salim 3' |

## Chung kết
| Úc                                            | 4–2 | Tahiti                         |
| --------------------------------------------- | --- | ------------------------------ |
| Paul Kay 4', 29' · Danny Moulis · Vic Bozanic |     | Andre Wabealo · Erroll Bennett |

### Vô địch
| Vô địch Cúp bóng đá châu Đại Dương 1980 Úc Lần thứ nhất |